# Железнодорожный транспорт в Судане
Железнодорожный транспорт Судана — один из видов грузового и пассажирского транспорта в Судане.

## История
19 января 1899 года Великобритания и Египет подписали соглашение об установлении совместного управления в Судане (англо-египетский кондоминиум). Фактически Судан был превращён в колонию Британской империи.
В 1924 году завершилось строительство железной дороги Кассала — Порт-Судан, в 1929 году её продлили до Сеннара. Начавшийся в 1929 году всемирный экономический кризис осложнил обстановку в регионе и замедлил дальнейшее развитие дорожной сети, а после начала второй мировой войны в сентябре 1939 года Восточная Африка стала одним из театров боевых действий.
В 1946 году в Судане был создан первый профсоюз - профсоюз железнодорожных рабочих.
По состоянию на 1954 год, общая протяжённость железных дорог на территории Судана составляла около 4 тыс. км. 
19 декабря 1955 года суданский парламент объявил Судан независимым государством, а 1 января 1956 года (после официального признания независимости Египтом и Великобританией) Судан был провозглашён независимой республикой.
В 1969-1970 гг. протяжённость железных дорог составляла около 5 тыс. км.
Начавшийся в октябре 1973 года топливно-энергетический кризис привёл к росту мировых цен на нефть и нефтепродукты, что затруднило эксплуатацию тепловозов, значение железнодорожного транспорта снизилось. В 1973 году протяжённость железных дорог страны сократилась до 4,7 тыс. км.
В середине 1980х гг. протяжённость железных дорог составляла 5,5 тыс. км.
После референдума 9-15 января 2011 года, 9 июля 2011 года была провозглашена независимость Южного Судана (на территории которого осталась часть железных дорог и железнодорожного транспорта страны).
В 2014 году протяжённость железных дорог составляла около 7,3 тыс. км (из них 1,4 тыс. км составляли узкоколейные железные дороги на хлопковых плантациях).

## Современное состояние
Общая протяжённость: 5311 км однопутной железной дороги (капской колеи 1067 мм — 4595 км, колеи 610 мм —  716 км).
Дороги соединяют северную часть страны и её центр. Основное направление проходит через Вади Хальфу — Хартум — Эль-Обейд, через Сеннар и Кости. Отдельные линии соединяют Атбару и Сеннар через Порт-Судан и Сеннар с Эд-Дамазин. Работа отдельных участков может прерываться во время сезона дождей.

## Железнодорожные связи со смежными странами
- Южный Судан — нет, одинаковая колея 1067 мм, продолжается пограничный конфликт между Суданом и Южным Суданом.
- Эритрея — нет, изменение ширины колеи с 1067 мм на 950 мм.
- Египет — нет, изменение ширины колеи с 1067 мм на 1435 мм.
- Эфиопия — нет, изменение ширины колеи с 1067 мм на 1000 мм.
- Чад — нет железных дорог.
- Центральноафриканская Республика — нет железных дорог.
- Ливия — нет, изменение ширины колеи с 1067 мм на 1435 мм.